# Escharen
Escharen (dialect: Estere) is een kerkdorp gelegen ten zuiden van het vestingstadje Grave (Noord-Brabant), tussen de Maas en de Raam, op hoger gelegen esgronden, waaraan het misschien zijn naam ontleent. Op 1 januari 2023 telde het dorp 1.235 inwoners, verdeeld over 494 woningen, met een gemiddelde WOZ-waarde van € 439.000, op een oppervlakte van 9,24 km².
Escharen is onderdeel van de gemeente Land van Cuijk. In de volksmond wordt Escharen Esteren genoemd. Het is een voormalige gemeente, die ook het veel later ontstane Langenboom omvatte. In 1942 werd de gemeente gesplitst; Escharen werd bij de gemeente Grave gevoegd en Langenboom bij de gemeente Mill en Sint Hubert. 

## Geschiedenis
De eerste schriftelijke vermelding dateert van het begin der 13e eeuw. Er wordt gesproken van Escre of Escheren. In een document van de Abdij van Echternach werd toen het bezit van een hoeve genoemd, die mogelijk al in de eerste helft van de 8e eeuw zou kunnen zijn verworven. Een Romaans kerkje, gewijd aan de heilige Lambertus, werd al omstreeks het jaar 1000 gebouwd.
Escharen maakte bestuurlijk deel uit van het Land van Cuijk. Op 20 april 1308 kregen de bewoners gemeenterechten van Jan I van Cuijk.
Escharen kon zich niet goed ontwikkelen aangezien het veel te lijden heeft gehad van de belegeringen van de stad Grave. In 1795 had het slechts 379 inwoners, in 1830 meer dan 700, en 1000 in 1875.
Bij de splitsing in 1942 waren er 1851 inwoners, maar daar hoorde ook Langenboom bij. De laatste, tijdelijke, burgemeester was F. Schram van 1 januari 1942 tot de opheffing in juli 1942. Schram was daarvoor al opheffings-burgemeester geweest (1 augustus 1941 - 1 januari 1942) van de gemeente Linden.

## De parochiekerk
Escharen was al vroeg een onafhankelijke parochie. Archeologen hebben de eerste – houten – kerk van Escharen gedateerd op omstreeks het jaar 1000. Deze is in de 12e eeuw vervangen door een tufstenen gebouw en rond 1250 vernieuwbouwd met baksteen. De kerk is gewijd aan St. Lambertus. De kerk is in de 14e eeuw vier keer afgebrand.
Na de Vrede van Münster ging de kerk over op de protestanten. De katholieken moesten hun erediensten in een schuurkerk (schuilkerk) houden, die een pelgrimsoord werd voor de heilige Machutus, apostel van Bretagne. Deze schuurkerk brandde in 1794 af. De protestanten gaven de kerk, die tijdens het Beleg van Grave in 1674 flink beschadigd was, in 1799 terug aan de katholieken; vervolgens werd de schuurkerk vernieuwd. In 1809 bouwde men er een toren aan. De huidige neo-gotische kerk Sint Lambertus is gebouwd in 1863-1864 naast de schuurkerk, die ze heeft vervangen. Men vereert er nog altijd Sint Machutus.
In 1919 splitste de parochie Langenboom zich af van de parochie Escharen.
De 19e-eeuwse ronde stenen windmolen van Escharen werd omstreeks 1950 gesloopt.

## Bezienswaardigheden
- De Sint-Lambertuskerk is een eenbeukige neogotische kerk met geveltoren. Ze werd in 1863 ingewijd en de architect was J. Werten. In 1930 werd de kerk uitgebreid met lage zijbeuken. Toen is ook het Heilig Hartbeeld geplaatst. Het orgel dateert mogelijk uit 1759, en zou zijn vervaardigd door Paules van Yesdonk uit Gemert.
- Voormalig Raadhuis, uit 1872. Het is een blokvormig gebouw met een zeer hoge trap. In 1900 werd het gebouw uitgebreid met een cel aan de achterzijde en een topgevel aan de voorzijde.
- Enkele 19e-eeuwse boerderijen
- Overblijfselen van de Peel-Raamstelling, uit 1939.

## Natuur en landschap
Escharen ligt in het dal van de Graafse Raam, dat de grens vormde tussen het Land van Cuijk en het Land van Herpen. Langs deze stroom ligt het Graafse Raamdal, een natuur- en recreatiegebied. Ten oosten van Gassel ligt de Gasselse Heide en in het zuiden ligt het natuurgebied Vogelshoek.

## De schat van Escharen
In 1897 wordt in Escharen niet ver van de Maas een pot met 66 goudstukken gevonden. De vondst wordt door twee Franse professoren als een vervalsing aangemerkt, maar later blijkt dat deze professoren in een wetenschappelijk dispuut waren verwikkeld en dat hun oordeel niet objectief was geweest. De schat wordt 60 jaar later door een andere Franse professor in ere hersteld. De schat, bekend geworden als Le trésor d'Escharen, is gedateerd 600 - 610. De schat bestaat uit Merovingische munten, 11 solidi van 4,5 gram en 55 trientes (1/3 van een solidi), zeldzame munten uit een slecht bekende periode. Er zijn onder andere munten afkomstig uit Keulen, Tiel, Nijmegen, Maastricht en Huy, maar ook uit Viviers, Uzès, Arles en Marseille. De schat bevestigt het bestaan van een handelsroute van de Middellandse zee via Rhône, Saône en Maas naar de Nederlanden. Een lijst van de munten staat in Le catalogue des monnaies mérovingiennes.

## Overig
In 1985 en 1986 werden overblijfselen opgegraven van een watermolen die op de Graafse Raam heeft gestaan.

## Sport en recreatie
Het dorp heeft een actief verenigingsleven met o.a. een gilde en een voetbalvereniging Estria. Estria is in het seizoen 2006/2007 naar de 5e klasse van de KNVB gepromoveerd. Profvoetballer Bart van Rooij speelde in de jeugd bij Estria.
Sinds het seizoen 2007/2008 speelde Estria in de 4e klasse van de KNVB. Met ingang van het seizoen 2011-2012 in de 5e klasse G Zuid II van de KNVB.

## Verenigingen
| Sport         | Faciliteit                                 | Vereniging                      |
| ------------- | ------------------------------------------ | ------------------------------- |
| Tennis        | 3 kunstgrasbanen                           | T.V. Esteren                    |
| Tennis        | 1 minibaan                                 | T.V. Esteren                    |
| Shaolin Kempo | Dorpshuis 't Dorpshuus                     | Shaolin Kempo Grave             |
| Judo          | Dorpshuis 't Dorpshuus                     | Judokwai-Arashi                 |
| Biljarten     | Dorpshuis 't Dorpshuus                     | Biljartvereniging Nooit Gedacht |
| Biljarten     | Dorpshuis 't Dorpshuus                     | Biljartclub De Nastoot          |
| Biljarten     | Dorpshuis 't Dorpshuus                     | Biljartclub Esteren             |
| Biljarten     | Kantine voetbalvereniging EGS ’20 Escharen | B.V. de Deurstoters             |

- Biljartvereniging Nooit Gedacht
- Biljartclub BC Esteren
- Biljartclub De Nastoot
- Judovereniging Judokwai-Arashi
- Gilde St. Anthonius Abt
- Motorclub DVG (De Vette Gulp)
- Paarden- en ponyvereniging “t Raamdal” (in 2003 ontstaan uit een fusie van rijvereniging Sint Vincentius uit 1937 en ponyclub De Doordravers uit 1976)
- Ouderenbond KBO afdeling Escharen (Katholieke Bond van Ouderen, opgericht in 1957 onder de naam Bejaardenbond)
- Shaolin Kempo Grave
- Tennisvereniging Esteren (opgericht in 1985)[8]
- Toerwielerclub Maasland Cycling
- Voetbalvereniging EGS '20 (in 2020 ontstaan uit een fusie tussen SV Estria uit Escharen, GVV '57 uit Grave en SCV '58 uit Velp)
- Vrouwenvereniging EVA Esterse Vrouwen Actief
- Wandelsportvereniging D.E.W. (opgericht in 1965)

Voormalige verenigingen
- Boerenbond/N.C.B. Escharen
- Boerinnenbond R.K.B.B. (Rooms-Katholieke Boerinnenbond, opgericht in 1938) / K.V.O. (Katholiek Vrouwen Organisatie)
- De Jonge Boerenstand R.K.J.B. (Room-Katholieke Jonge Boerenstand)
- Fanfare Jongelingslust (opgericht in 1908)
- Fok- en Controlevereniging 'Ons Belang' (opgericht in 1918)
- Jeugdvereniging S.A.V.A. (Steeds Alles Voor Anderen, opgericht in 1960)
- Ouderenkoor Crescendo (opgericht in 1970, opgeheven in 2012)
- Toneelgroep: 'De Vriendenkring'
- Toneelvereniging Cultuur en Ontspanning
- Voetbalvereniging SV Estria (Sport Vereniging Estria, opgericht in 1919 onder de naam 'Eendracht'. Later wordt dit; Olympia, Wihelmina en daarna Estria, in 2020 gefuseerd met SCV '58 uit Velp en GVV '57 uit Grave tot EGS '20)
- Zangvereniging 'Onderlinge Vreugde' (opgericht in 1963)

## Nabijgelegen kernen
- Grave, Velp, Langenboom, Gassel

## Foto's

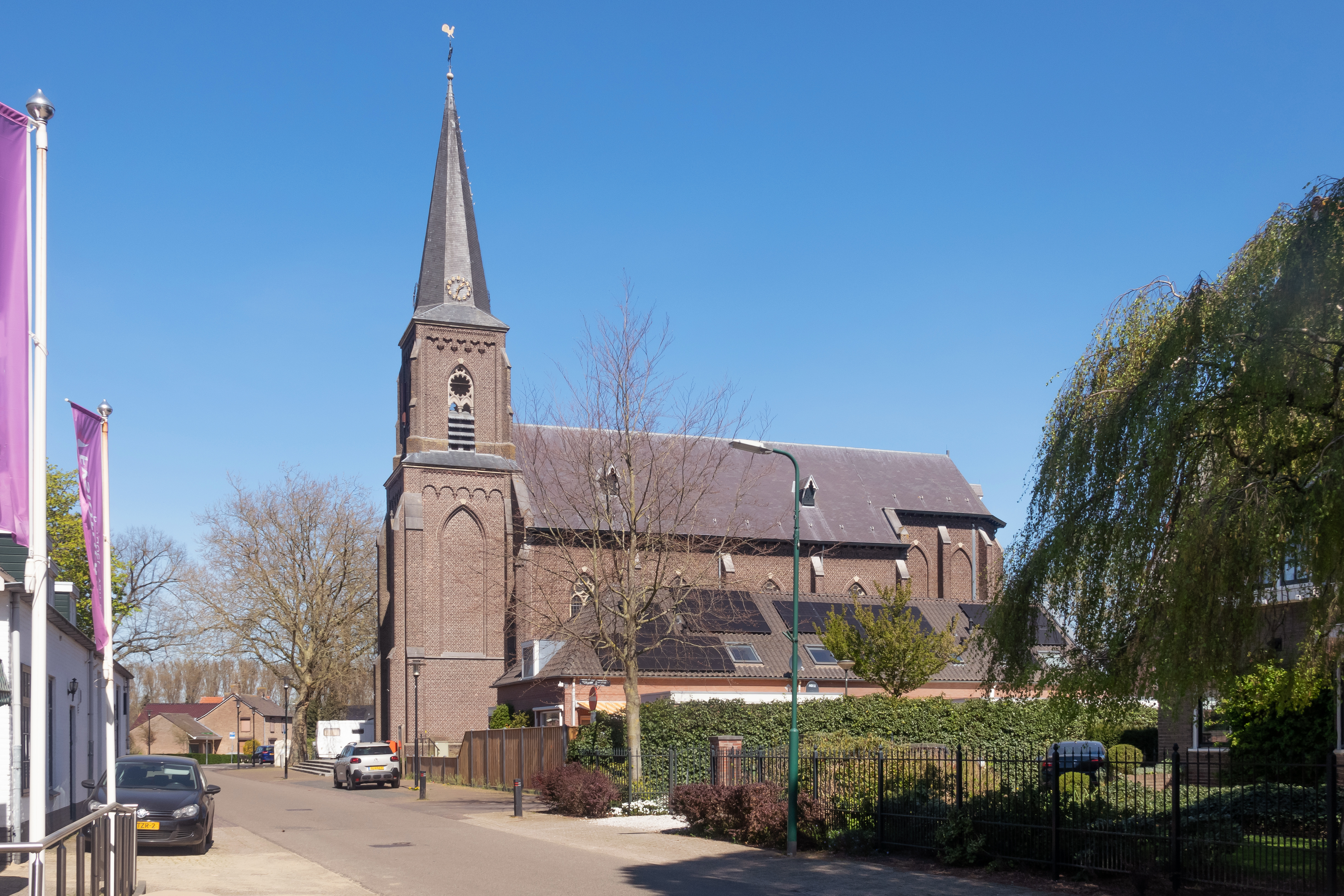
Sint-Lambertuskerk
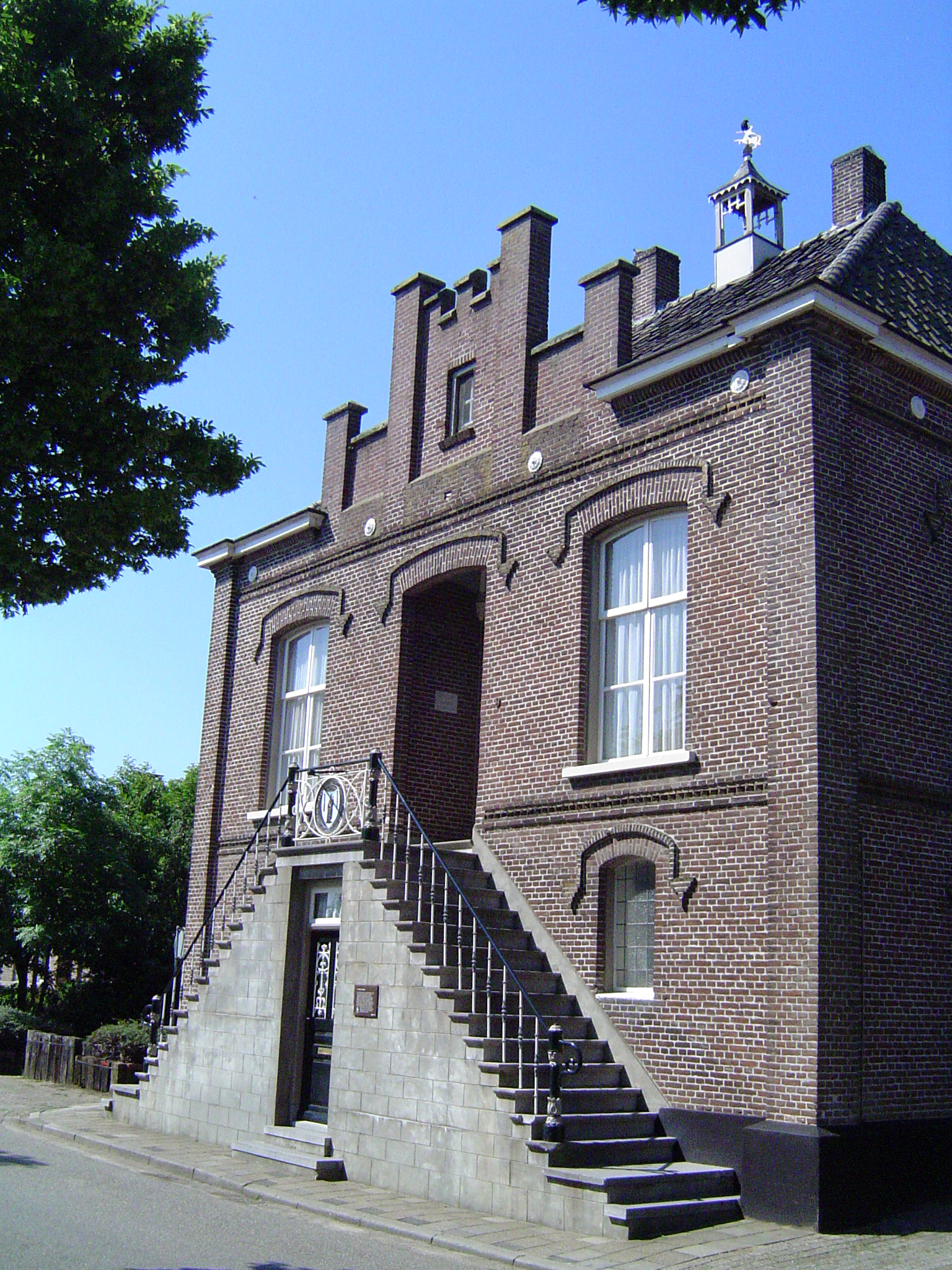
Het voormalige gemeentehuis
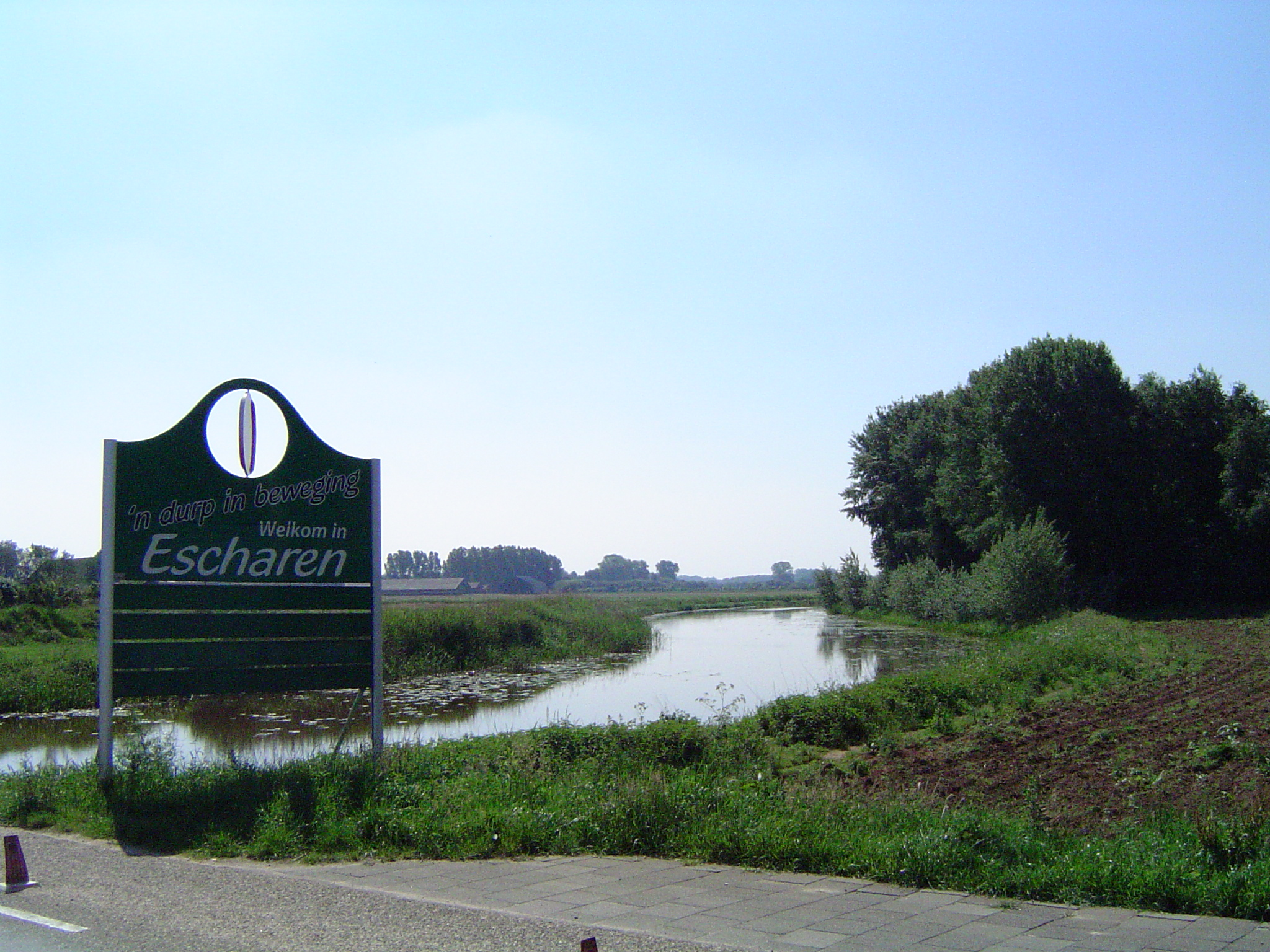
De Raam bij Escharen
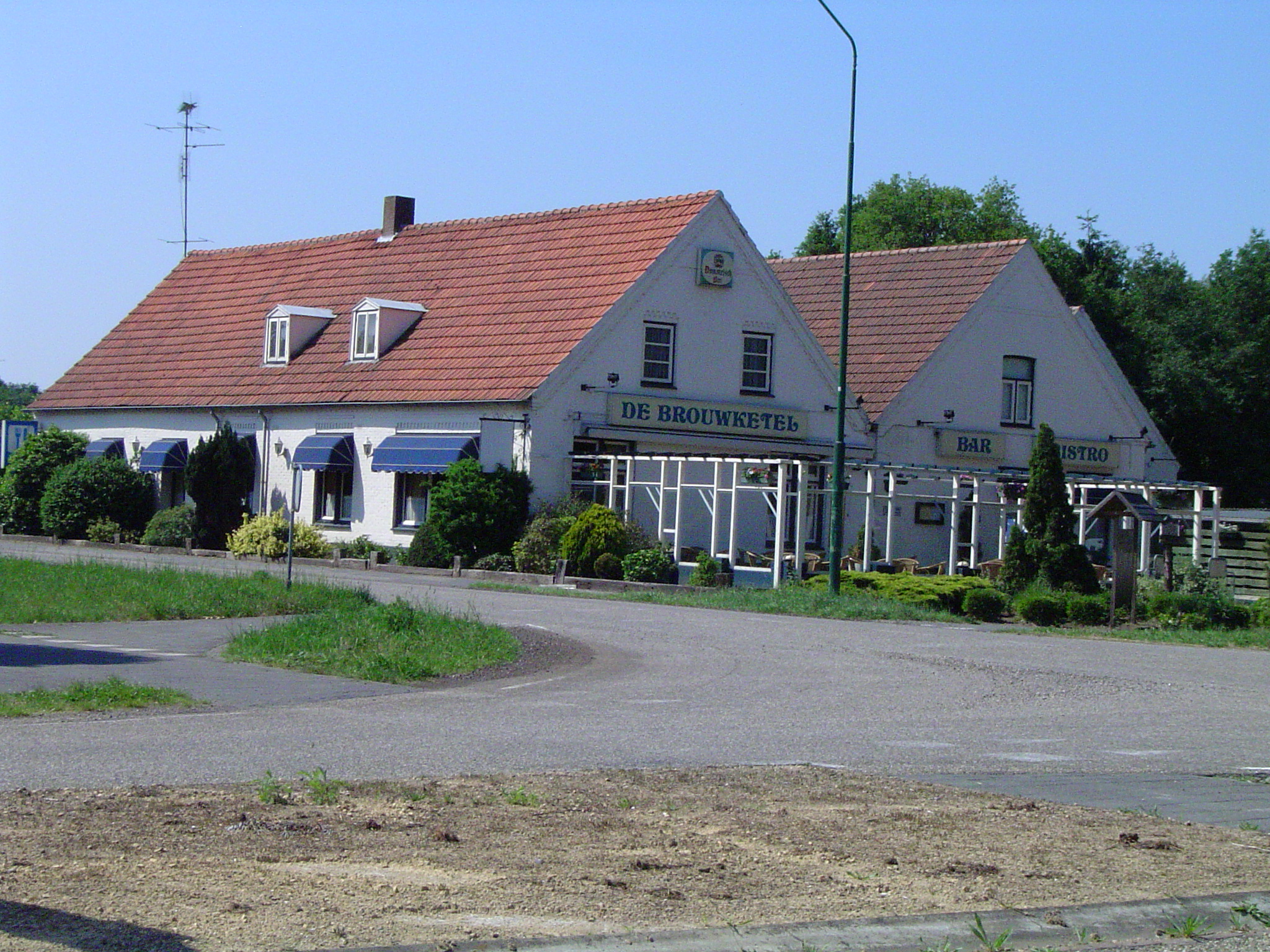
Voormalige bierbrouwerij
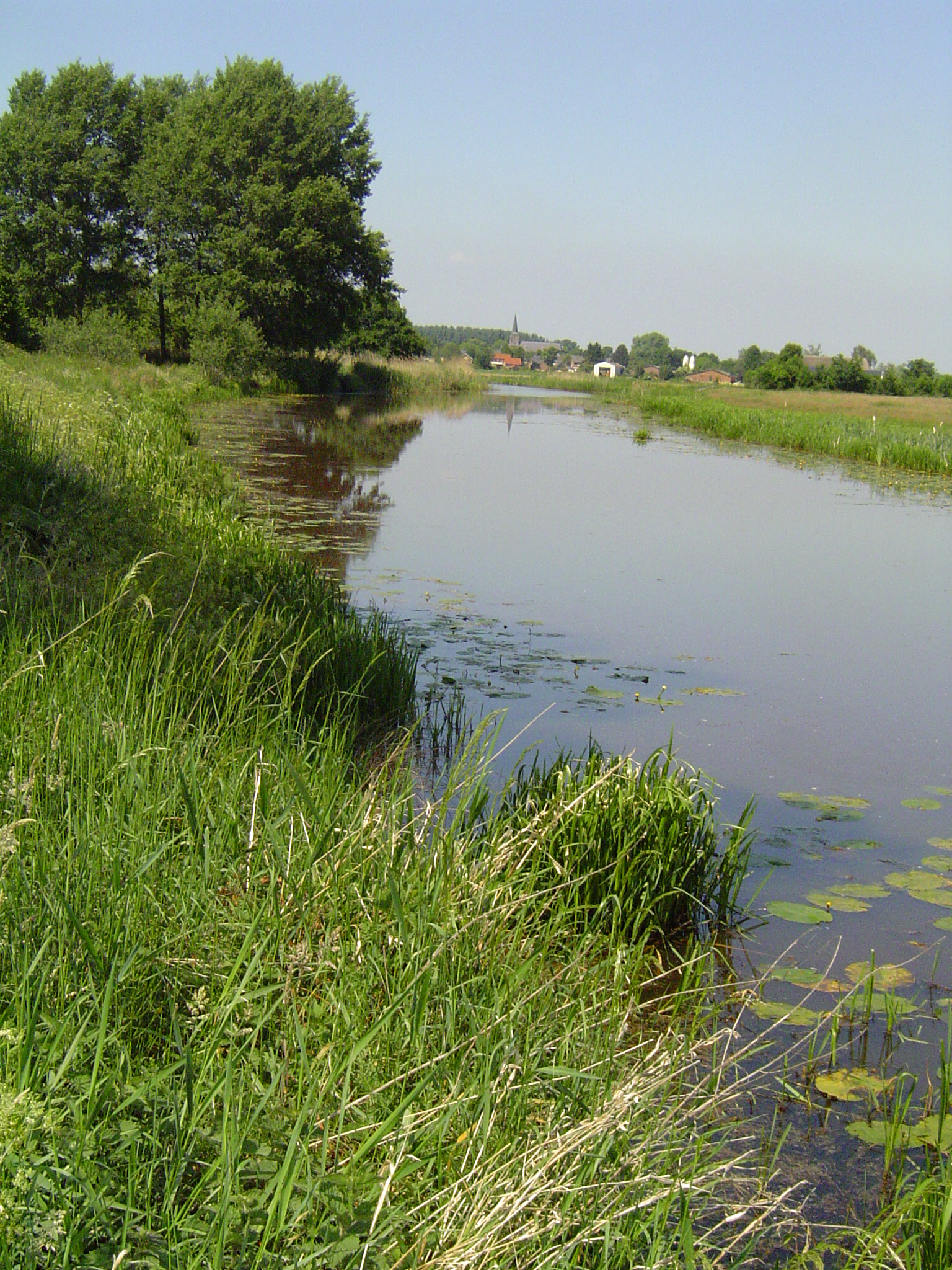
De Raam bovenstrooms van Escharen

Dorpen: Beers · Beugen · Boxmeer · Cuijk · Escharen · Gassel · Grave · Groeningen · Haps · Holthees · Katwijk ·  Landhorst · Langenboom · Ledeacker · Linden · Maashees  · Mill · Oeffelt · Oploo · Overloon · Rijkevoort · Sambeek · Sint Agatha · Sint Anthonis · Sint Hubert  · Stevensbeek · Velp · Vianen · Vierlingsbeek · Vortum-Mullem  · Wanroij · Westerbeek · Wilbertoord
Buurtschappen: De Berg · Blauwenhoek · De Boer · Borneo · Broekkant · De Bolt · Bruggen · De Dellen · Dommelsvoort · Driehoek · Ewinkel · De Gagel · Haart · Ham · Hank · Haring · Heeswijk · Heihoek · Heikant (Overloon) · Heikant (Sambeek) · Heikant (Sint Anthonis) · Helbroek · 't Herselt · De Hoef · Den Hoek · Hoeven · Hoogeind (Oeffelt) · Hoogeind (Rijkevoort) · Huij · Hulsbeek · Klein-Vortum · Krolhoek · Laageind · Meeren · Molengat · 't Muurke · Lamperen · Nieuw-Gassel · Noord · Noordkant · Op den Bosch · Oude Waranda · Papenvoort · Park · Peelkant · Peelstraat · De Plaats · Putselaar · Rijkevoort-De Walsert · De Rijtjes · Rondveld · Schafferden · Spekklef · Startwijk · Toven · Tuuthees · Ullingen · Verlorenhoek · Vlagberg · Werveld · 't Zand · Zandkant · Zevenhutten · Zuid Carolina
Noord-Brabant: Steden en dorpen      Nederland: Provincies · Gemeenten